# Фаббри, Марко
Марко Фаббри (итал. Marco Fabbri; род. 2 февраля 1988, Милан) — итальянский фигурист, выступающий в танцах на льду c Шарлен Гиньяр. Они — серебряные (2023) и бронзовые (2024) призёры чемпионата мира, трёхкратные чемпионы Европы (2023, 2024, 2025), двукратные бронзовые призёры чемпионата Европы (2019, 2022), серебряные призёры финала Гран-при (2023), бронзовые призёры финала Гран-при (2018), победители Универсиады (2015) и шестикратные чемпионы Италии (2019—2024).
По состоянию на 13 января 2024 года пара занимает 1-е место в рейтинге Международного союза конькобежцев (ИСУ).

## Биография
Марко Фаббри родился в 1988 году в Милане. С детских лет увлёкся фигурным катанием и начинал как одиночник. В юниорские годы он выступал во взрослом чемпионате Италии и занимал места на пьедестале.
В 2007 году он стал в танцевальную пару с Паолой Амати. Однако с ней уже в 2009 году он завершил свои выступления и решил попробовать себя в парном катании, Марко становится в пару со Стефанией Бертон. Он очень скоро понял, что парное катание не для него, и они со Стефанией расстались. Вновь оказавшись поиске партнёра Марко обратил внимание на французскую фигуристку Шарлен Гиньяр, они начали работать вместе.
С первого раза они сразу стали вице-чемпионами Италии и представляли Италию на международной арене. Шарлен была вынуждена принять итальянское гражданство, чтобы иметь возможность выступить на зимних Олимпийских играх. В Сочи пара выступала в двух видах программы. В послеолимпийский сезон пара продолжила свой спортивный рост, улучшая свои результаты. На чемпионате Европы они заняли шестое место. Через неделю пара приняла участие в зимней Универсиаде в Испании. В танцах была сложнейшая борьба между итальянской и испанской парами, минимальным количеством баллов победа досталась паре с Аппенин. На чемпионате мира в Шанхае итальянская пара незначительно улучшила свои прежние достижения, но выступили они не так, как рассчитывали.
В сентябре 2015 года спортсмены стартовали в новый сезон со второго места на Кубке Ломбардии. В конце октября фигуристы выступали в Канаде в серии Гран-при на турнире Skate Canada. Их выступление  было не совсем удачным, они финишировали только четвёртыми. На московском этапе Гран-при спортсмены также были четвёртыми. В конце ноября они выиграли Кубок Варшавы и улучшили все свои спортивные достижения. В начале декабря спортсмены на турнире в Загребе выступили очень удачно, заняли первое место и улучшили все свои прежние достижения. В декабре они стали вновь вице-чемпионами страны. На европейском чемпионате в Братиславе фигуристы выступили очень хорошо и вошли в число восьми лучших пар континента. В начале апреля на мировом чемпионате в Бостоне пара впервые вошла в десятку лучших танцевальных пар мира.
Предолимпийский сезон пара начала в начале сентября 2016 года в Бергамо на Кубке Ломбардии. Дома они уверенно боролись за главную награду и им удалось её добиться. В середине октября итальянские танцоры выступали на этапе Гран-при в Чикаго, где на Кубке Америки они заняли место в середине турнирной таблицы. В начале ноября итальянцы выступали на своём втором этапе Гран-при в Москва, где на Кубке Ростелекома заняли место рядом с пьедесталом. Фигуристы улучшили все свои прежние достижения в начале декабря в Хорватии на турнире Золотой конёк Загреба, который они довольно уверенно выиграли. На национальном чемпионате в декабре 2016 года в Энье пара в очередной раз подряд выиграла серебряную медаль. В конце января итальянские спортсмены выступали в Остраве на европейском чемпионате, где они в упорной борьбе замкнули шестёрку ведущих танцоров континента. В конце марта итальянские фигуристы выступали на мировом чемпионате в Хельсинки, где им не много не хватило удачи войти в десятку.

### Второй олимпийский сезон
В сентябре итальянская пара начала олимпийский сезон дома в Бергамо где на Кубке Ломбардии они выиграли первое место. Через месяц итальянские танцоры выступали в серии Гран-при на российском этапе, где они финишировали в середине таблицы. В середине ноября спортсмены выступили на французском этапе Гран-при, где они заняли место в середине турнирной таблицы. В начале декабря последовало выступление на Золотом коньке Загреба, которое пара завершила на втором месте. В середине декабря на национальном чемпионате в Милане пара в очередной раз стала вице-чемпионами. В середине января пара выступила на континентальном чемпионате в Москве где они сумели финишировать в первой пятёрке. В середине февраля в Канныне на личном турнире Олимпийских игр итальянские фигуристы финишировали замкнув десятку лучших танцоров. В конце марта спортсмены выступали в Милане на домашнем мировом чемпионате, где финишировали в конце десятки лучших. Это способствовало тому, что на следующий сезон Италия получила возможность заявить три танцевальные пары.

### Сезон 2018—2019
Сезон 2018-19 пара начала с первого места в Кубке Ломбардии, победив третий год подряд. В соревнованиях на Кубке Америки они выиграли серебро, впервые за время участия в этапах Гран-при. Фаббри отметил: "эта медаль – награда для нас. Мы начали с нуля, когда Шарлен и я стали кататься вместе. Я только начал участвовать в международных соревнованиях, а у неё не было такого опыта. Мы гордимся тем, чего мы достигли." На этапе Гран-при Финляндии пара снова завоевала 2-е место, что обеспечило попадание в Финал Гран-при. В финале итальянской паре удалось завоевать бронзовые медали, вслед за американцами и россиянами. На национальном чемпионате спортсмены впервые стали чемпионами.

## Программы
С Ш. Гиньяр
| Сезон     | Ритм-танец | Произвольный танец | Показательные номера |
| --------- | --- | --- | --- |
| 2023–2024 | - Holding Out for a Hero Бонни Тайлер - Against All Odds Фил Коллинз хореография: Барбара Фузар-Поли и Коррадо Джордани - Holding Out for a Hero Бонни Тайлер в исполнении Адам Ламберт и Актерский состав сериала «Хор» - Against All Odds Фил Коллинз хореография: Барбара Фузар-Поли и Коррадо Джордани | - Through the Sheets (из фильма «Эмили») Абель Коженёвский - Arrival of the Birds (из «The Crimson Wing») The Cinematic Orchestra - A Model of the Universe (из фильма «Вселенная Стивена Хокинга») Йохан Йоханнссон - Closing Credits (из фильма «Месть от кутюр») Дэвид Хиршфелдер хореография: Барбара Фузар-Поли и Коррадо Джордани | |
| 2022–2023 | - Самба: This Is Грейс Джонс - Rhumba: I'm Crying (Mother's Tears) Грейс Джонс - Самба: Pantera en Libertad (Apollo 440 Remix) Моника Наранхо, Apollo 440 хореография: Барбара Фузар-Поли, Коррадо Джордани | - My Love Will Never Die AG ft. Claire Wyndham - Mephisto's Lullaby Yair Albeg Wein, Or Kribos - Eden Белинда Перегрин хореография: Барбара Фузар-Поли, Коррадо Джордани | - Brividi Мамуд и Бланко - A Lovely Night (из фильма «Ла-Ла Ленд») Эмма Стоун и Райан Гослинг                                                       |
| 2021–2022 | - Фанк: Diamonds Are Invincible Майкл Джексон и Марк Ронсон - Хип-хоп: Smooth Criminal Майкл Джексон - Диско: Don't Stop 'Til You Get Enough Майкл Джексон хореография: Барбара Фузар-Поли, Коррадо Джордани | - Atonement Дарио Марианелли - Song For The Little Sparrow Абель Коженёвский хореография: Барбара Фузар-Поли, Коррадо Джордани | - 7+3 Ультимо |
| 2020–2021 | - Блюз: Hopelessly Devoted to You Джон Фаррар из фильма «Бриолин: Вживую» - Рок: Greased Lightnin' Джим Джейкобс и Уоррен Кэйси из сериала «Хор» - Свинг: We Go Together Джим Джейкобс и Уоррен Кэйси в исполнении «Бриолин: Вживую» (из фильма «Бриолин») хореография: Барбара Фузар-Поли, Коррадо Джордани | - Искупление Дарио Марианелли - Song For The Little Sparrow Абель Коженёвский хореография: Барбара Фузар-Поли, Коррадо Джордани | - 7+3 Ультимо |
| 2019–2020 | - Блюз: Hopelessly Devoted to You Джон Фаррар из фильма «Бриолин: Вживую» - Рок: Greased Lightnin' Джим Джейкобс и Уоррен Кэйси из сериала «Хор» - Свинг: We Go Together Джим Джейкобс и Уоррен Кэйси в исполнении «Бриолин: Вживую» (из фильма «Бриолин») хореография: Барбара Фузар-Поли, Коррадо Джордани хореография: Барбара Фузар-Поли, Коррадо Джордани - Блюз: AJ's Blues в исполнении Джереми Кушнье - Квикстеп: The Hollywood Wiz в исполнении Джереми Кушнье - Квикстеп: Reel Love в исполнении Джереми Кушнье, Ryan Vona, Руби Льюис (музыка из шоу «Paramour» Цирка дю Солей) Guy Dubuc и Marc Lessard хореография: Барбара Фузар-Поли, Коррадо Джордани | - Space Oddity Дэвид Боуи в исполнении Аманда Палмер, Джерек Бишофф - Life on Mars? Дэвид Боуи в исполнении Lukas Nelson & Promise of the Real хореография: Барбара Фузар-Поли, Коррадо Джордани | - Mad World Tears for Fears в исполнении Адам Ламберт                                                                                               |
| 2018–2019 | - Танго: Miedo a la Libertad Tanghetto - Танго: La Chanson des vieux amants в исполнении Kantango - Танго: Tanos Лино Каннавачоло | - Audition (The Fools Who Dream) в исполнении Эмма Стоун - Lovely Night - Planetarium (из фильма «Ла-Ла Ленд») Джастин Гурвиц, Пасек и Пол | - Бриолин: - Hopelessly Devoted To You в исполнении Оливия Ньютон-Джон - You're The One That I Want в исполнении Джон Траволта и Оливия Ньютон-Джон |
| 2017–2018 | - Сальса: La Tormenta в исполнении Sergio George's Salsa Giants - Румба: Con Los Anos Que Me Quedan Глория Эстефан - Самба: Samba de Rio Pardo Miguel Preto | - Exogenesis: Symphony Part III Muse | - Cello: Lamberto Curtoni - Hallelujah Леонард Коэн в исполнении Джефф Бакли                                                                        |
| 2016–2017 | - Бриолин: - Блюз: There Are Worse Things I Could Do - Свинг: Greased Lightnin' | - Щелкунчик П. И. Чайковский - Pas de deux - Waltz of the Flowers | - La Bohème Шарль Азнавур |
| 2015–2016 | - Вальс: Torna a Surriento в исполнении Лучано Паваротти - Полька: Maria Mari в исполнении Андре Рьё - Fantasia Italiana Аннунцио Паоло Мантовани | - Список Шиндлера Джон Уильямс - Abdication (из фильма «МЫ. Верим в любовь») Абель Коженёвский | - Canto della Terra Андреа Бочелли и Сара Брайтман                                                                                                  |
| 2014–2015 | - Фламенко: Farrucas Jose Galvan - Пасодобль: Gato Montes Хьюго Монтенегро | - Lord of the Dance Ронан Хардиман - Reel Around the Sun Билл Уилан - Nocturne Secret Garden - Warriors Ронан Хардиман | - Forgotten Элвис Костелло |
| 2013–2014 | - Чарльстон: Money, Money (из фильма «Кабаре») - Квикстеп: Cabaret Лайза Миннелли - Фокстрот: Big Spender (из мюзикла «Фосс») | - Un giorno per noi (из фильма «Ромео и Джульетта») в исполнении Джош Гробан - Dance of the Knights (из балета «Ромео и Джульетта») Сергей Прокофьев | |
| 2012–2013 | - Вальс: Buongiorno A Te в исполнении Лучано Паваротти - Полька: Tritsch Tratsch Polka Иоганн Штраус | - Estate - Inverno (из цикла «Времена года») Антонио Вивальди | - Let's Get Loud Дженнифер Лопес |
| 2011–2012 | - Ча-ча-ча: Cuentame The Manhattan Transfer - Румба: All Is Fair In Love Стиви Уандер - Самба: Comadre Compadre Кинг Африка | - The Godfather Нино Рота | |
| 2010–2011 | - Холостые выстрелы(саундтрек) - Assassin's Tango из фильма «Мистер и миссис Смит») Джон Пауэлл | - March With Me в исполнении Монсеррат Кабалье | |

## Спортивные достижения

### В танцах на льду
(с Шарлен Гиньяр)
| Соревнования                        | 10/11         | 11/12         | 12/13         | 13/14         | 14/15         | 15/16         | 16/17         | 17/18         | 18/19         | 19/20         | 20/21         | 21/22         | 22/23         | 23/24         | 24/25         |
| Международные                       | Международные | Международные | Международные | Международные | Международные | Международные | Международные | Международные | Международные | Международные | Международные | Международные | Международные | Международные | Международные |
| ----------------------------------- | ------------- | ------------- | ------------- | ------------- | ------------- | ------------- | ------------- | ------------- | ------------- | ------------- | ------------- | ------------- | ------------- | ------------- | ------------- |
| Олимпийские игры — танцы на льду    |               |               |               | 14            |               |               |               | 10            |               |               |               | 5             |               |               |               |
| Олимпийские игры — командный турнир |               |               |               | 4             |               |               |               |               |               |               |               | 7             |               |               |               |
| Чемпионат мира                      | 19            |               | 17            | 14            | 12            | 10            | 11            | 9             | 8             |               | 6             | 4             | 2             | 3             |               |
| Чемпионат Европы                    |               | 11            | 9             | 8             | 6             | 7             | 6             | 5             | 3             | 4             |               | 3             | 1             | 1             | 1             |
| Финал Гран-при                      |               |               |               |               |               |               |               |               | 3             |               |               |               | 3             | 2             |               |
| Гран-при. Cup of China              |               |               | 5             |               |               |               |               |               |               |               |               |               |               |               |               |
| Гран-при. NHK Trophy                |               |               |               |               |               |               |               |               |               | 3             |               |               |               | 2             |               |
| Гран-при. Rostelecom Cup            |               |               |               |               |               | 4             | 4             | 5             |               |               |               | 2             |               |               |               |
| Гран-при. Skate America             |               |               |               |               | 6             |               | 4             |               | 2             |               |               |               |               |               |               |
| Гран-при. Skate Canada              |               |               |               | 7             |               | 4             |               |               |               |               |               | 2             |               |               |               |
| Гран-при. Великобритания            |               |               |               |               |               |               |               |               |               |               |               |               | 1             |               |               |
| Гран-при. Финляндия                 |               |               |               |               |               |               |               |               | 2             |               |               |               |               |               |               |
| Гран-при. Франция                   |               |               |               |               | 5             |               |               | 5             |               | 3             |               |               | 1             | 1             |               |
| Командный чемпионат мира            |               |               |               |               |               |               |               |               | 6             |               | 4             |               | 4             |               | 3             |
| Челленджер. Alpen Trophy            |               |               |               |               |               |               |               |               | 1             |               |               |               |               |               |               |
| Челленджер. Lombardia Trophy        |               |               |               |               |               |               | 1             | 1             | 1             | 1             |               | 1             | 1             |               |               |
| Челленджер. Warsaw Cup              |               |               |               |               |               | 1             |               |               |               |               |               |               |               |               |               |
| Челленджер. Мемориал Непелы         |               |               |               |               | 2             |               |               |               |               |               |               |               |               |               |               |
| Челленджер. Золотой конёк Загреба   |               |               |               |               | 2             | 1             | 1             | 2             |               | 1             |               |               |               |               |               |
| Челленджер. Cup of Austria          |               |               |               |               |               |               |               |               |               |               |               | 1             |               |               |               |
| Shanghai Trophy                     |               |               |               |               |               |               |               | 1             |               |               |               |               |               |               |               |
| Lombardia Trophy                    |               |               |               |               |               | 2             |               |               |               |               |               |               |               |               |               |
| Универсиада                         |               |               |               |               | 1             |               |               |               |               |               |               |               |               |               |               |
| Мемориал Непелы                     |               |               |               | 2             |               |               |               |               |               |               |               |               |               |               |               |
| Мемориал Романа                     |               |               | 3             |               |               |               |               |               |               |               |               |               |               |               |               |
| New Year's Cup                      |               |               | 1             |               |               |               |               |               |               |               |               |               |               |               |               |
| Trophy of Lyon                      |               |               | 1             |               |               |               |               |               |               |               |               |               |               |               |               |
| Finlandia Trophy                    |               | 4             | 4             |               |               |               |               |               |               |               |               |               |               |               |               |
| Bavarian Open                       |               | 1             |               |               |               |               |               |               |               |               |               |               |               |               |               |
| NRW Trophy                          | 4             | 2             |               | 1             |               |               |               |               |               |               |               |               |               |               |               |
| Золотой конёк Загреба               | 3             | 3             |               |               |               |               |               |               |               |               |               |               |               |               |               |
| Mont Blanc Trophy                   | 3             |               |               |               |               |               |               |               |               |               |               |               |               |               |               |
| Национальные                        |               |               |               |               |               |               |               |               |               |               |               |               |               |               |               |
| Чемпионат Италии                    | 2             | 2             | 2             | 2             | 2             | 2             | 2             | 2             | 1             | 1             | 1             | 1             | 1             | 1             |               |

(с Паолой Амати)
| Соревнования                 | 08/09         |
| Международные                | Международные |
| ---------------------------- | ------------- |
| Чемпионат мира среди юниоров | 20            |
| Национальные                 |               |
| Чемпионат Италии             | 3             |

### В одиночном катании
| Соревнования                          | 2001–02 | 2002–03 | 2003–04 | 2004–05 | 2005–06 | 2006–07 |
| ------------------------------------- | ------- | ------- | ------- | ------- | ------- | ------- |
| Чемпионат мира среди юниоров          |         |         | 24      |         | 27      | 18      |
| Этапы юниорского Гран-при: Канада     |         |         |         |         | 13      |         |
| Этапы юниорского Гран-при: Германия   |         |         |         | 13      |         |         |
| Этапы юниорского Гран-при: Нидерланды |         |         |         |         |         | 11      |
| Этапы юниорского Гран-при: Норвегия   |         |         |         |         |         | 8       |
| Этапы юниорского Гран-при: Польша     |         |         |         |         | 10      |         |
| Этапы юниорского Гран-при: Сербия     |         |         |         | 12      |         |         |
| Чемпионат Италии                      | 1(юн)   | 1(юн)   | 3       | 3       |         | 2       |

- юн — Выступал среди юниоров.